# Panorpa longihypovalva
Panorpa longihypovalva är en näbbsländeart som beskrevs av Hua och Cai 2009. Panorpa longihypovalva ingår i släktet Panorpa och familjen skorpionsländor. Inga underarter finns listade i Catalogue of Life.